# Talvorik
Talvorik là một đô thị thuộc tỉnh Armavir, Armenia. Dân số ước tính năm 2011 là 363 người.